# Balneario La Chiquita
Balneario La Chiquita es una localidad del Partido de Villarino, provincia de Buenos Aires, Argentina.

## Descripción
Balneario La Chiquita es un balneario a 67 km de Mayor Buratovich y es la primera playa del litoral marítimo bonaerense después de Bahía Blanca. El balneario se encuentra a poco más de 100 metros de la playa, ubicado en una zona medanosa. Este balneario está poco urbanizado, y cuenta con un Camping Municipal donde se puede acampar, brindando además los servicios básicos: agua potable, baños con ducha, quinchos y proveeduria. Se brinda también electricidad por medio de un equipo electrógeno.